# Barragem da Penha
A Barragem e Eclusa da Penha é uma barragem brasileira situada no estado de São Paulo, no município de São Paulo e represa as águas do rio Tietê. Essa represa tem a função de controlar a vazão do Rio Tietê e também de regular as cheias na Bacia do Alto Tietê. 
Já a eclusa, localizada nesta barragem, tem por principal finalidade, ampliar a navegação e aumentar o transporte hidroviário de cargas urbanas. Quando o sistema de comportas estiver concluído, o trecho navegável do rio Tietê na Região Metropolitana de São Paulo terá, ao todo, 55 quilômetros. Com a eclusa da Penha, o trecho navegável do Rio Tietê passa a ser entre Santana de Parnaíba e São Miguel Paulista.